# Квачанський потік
Квачанський потік (словац. Kvačiansky potok) — річка в Словаччині у регіоні Шариш, права притока Свінки, протікає в окрузі Пряшів.
Довжина — 7,5—7,7 км. Витік лежить у масиві Шариська височина — на висоті приблизно 615 метрів (схил  Банської гори).  Протікає територією сіл Квачани; Баєров і Рокицани.
Впадає у Свінку біля гори на висоті приблизно 304 метри.
Притоки
- праві
  - безіменні
- ліві
  - безіменні
  - Кановський потік